# 김선태 (1970년)
김선태(金先泰, 1970년 4월 20일 ~ )은 대한민국의 충청남도의원이다.

## 학력
- 경희대학교 대학원 법학과 졸업(법학 석사)

## 경력
- 국회 양승조 의원실 보좌관
- 국민건강보험공단 천안지사 자문위원
- 2014.07 ~ 2018.06: 제7대 충청남도 천안시의회 의원
- 2018.07 ~ 2022.04: 제8대 충청남도 천안시의회 의원
- 2022년 7월 1일 ~ : 제12대 충청남도의회 의원

## 역대 선거 결과
|  | 26.37% |

|  | 61.06% |

|  | 50.67% |